# Akbar Padamsee
Akbar Padamsee, né le 12 avril 1928 à Bombay et mort le 6 janvier 2020 à Coimbatore (Tamil Nadu), est un artiste contemporain indien, connu principalement en tant que peintre et considéré comme l'un des pionniers de la peinture indienne moderne (en) aux côtés de Raza, Souza (en) et Hussain. 
Au fil des ans, il a travaillé dans divers styles, utilisé diverses techniques et essayé plusieurs arts et branches artistiques : il a fait de la peinture traditionnelle à l'huile, de l'acrylique, de l'aquarelle, de la sculpture, de la gravure, des images créées par ordinateur, de la photographie. Il a été cinéaste, sculpteur, photographe, graveur et lithographe. Ses peintures font partie des œuvres créées par des artistes indiens contemporains qui ont la meilleure cote sur le marché de l'art. Son tableau Reclining Nude (Nu couché) fut notamment adjugé à 1 426 500 $ à Sotheby's, à New York, le 25 mars 2011.
Il a reçu le titre de membre de la Lalit Kala Akademi qui est l'académie nationale des arts en Inde en 1962 (Lalit Kala Akademi Fellowship ; Lalit Kala Ratna). Il a aussi reçu en 1997 la prestigieuse décoration Kalidas Samman, décernée par le gouvernement du Madhya Pradesh pour ses réalisations dans les arts plastiques. Il a été décoré en 2010 du Padma Bhushan qui est la troisième plus haute marque de dignité pour un civil en Inde.

## Biographie

### Jeunesse et formation
Akbar Padamsee naît le 12 avril 1928 à Bombay dans une famille musulmane traditionnelle de la communauté Khoja qui vient de la région du Kutch dans le Gujarat. Leurs ancêtres sont de la caste des charan, connue pour ses bardes et ses musiciens de cour. Au moment de la naissance de Padamsee, la famille est installée dans la région voisine de Kathiawar depuis quelques générations. Le grand-père de Padamsee qui a été le sarpanch (chef) du village de Vāghnagar dans le district de Bhavnagar, a obtenu le nom honorifique de Padamsee, qui est une déformation de Padmashree, pour avoir distribué aux villageois tout le contenu de son grenier durant une famine. Le nom d'origine de cette famille est « Charanyas », hérité des ancêtres qui étaient poètes de cour,.
Le père d'Akbar Padamsee, Hassan Padamsee, est un riche homme d'affaires possédant une dizaine d'immeubles et gérant une entreprise de création de meubles et de verreries. Sa mère, Jenabhai Padamsee, est femme au foyer. Akbar Padamsee est l'un des huit enfants du couple, parmi lesquels Alyque Padamsee (en) est devenu un acteur reconnu. Bien que riche, la famille Padamsee n'est pas très éduquée : aucun des deux parents d'Akbar Padamsee n'a reçu de véritable éducation formelle. Alyque et ses frères (ce n'est pas le cas des sœurs) sont les premiers à aller à l'école, où ils apprennent l'anglais. Leurs parents acquièrent des bases de cette langue, par l'intermédiaire de leurs fils.
Très tôt, Akbar Padamsee commence à copier des images de The Illustrated Weekly of India (en), un magazine qu'il trouve avec les livres de comptes de son père dans le magasin de ce dernier dans le quartier de Bombay Sud. Il étudie dans l'établissement d'enseignement secondaire privé catholique de St. Xavier's High School, Fort (en), situé dans le quartier de Fort (en). C'est là qu'il rencontre son premier mentor : Shirsat, un spécialiste de l'aquarelle. Il apprend d'abord cette technique puis suit des cours sur le nu à Charni Road (en) pour se préparer à étudier à l'école d'art Sir Jamsetjee Jeejebhoy School of Art (en). De ce fait, il fest autorisé à commencer son cursus en troisième année. Il étudir encore les beaux-arts lorsque le Bombay Progressive Artists' Group (Groupe progressif d'artistes de Bombay, PAG) est formé en 1947 par Krishnaji Howlaji Ara (en), Sadanand Bakre, Hari Ambadas Gade (en), Francis Newton Souza (en), Sayed Haider Raza et Maqbool Fida Husain. Ce groupe allait avoir une influence historique sur l'art indien. À l'époque où Padamsee reçoit son diplôme, il est déjà proche de ce groupe. Il est diplômé en 1948.

### Carrière
Fin 1950, Raza reçoit une bourse d'études du gouvernement français et il invite Padamsee à l'accompagner à Paris. Padamsee part ainsi pour la capitale française en 1951, où Krishna Reddy lui présente le peintre et graveur surréaliste Stanley William Hayter qui devint son nouveau mentor. Padamsee rejoint rapidement l'atelier de Hayter appelé Atelier 17. La première exposition à laquelle participe Padamsee se tient à Paris en 1952. Les artistes y exposent de façon anonyme ce qui fait qu'il partage le prix décerné par le magazine français Le Journal des arts avec le peintre français Jean Carzou.
En 1954, Akbar Padamsee se marie à Paris en 1954 avec une étudiante française, Solange Gounelle. Ils ont une fille, Raissa Padamsee.[réf. nécessaire]
Sa première exposition personnelle se tient à la Jehangir Art Gallery (en) de Bombay en 1954 et il devient rapidement un artiste de premier plan. Il reçoit le titre de membre de la Lalit Kala Akademi en 1962 et une décoration de la fondation Rockefeller en 1965 et est invité en résidence artistique par l'université du Wisconsin–Stout. Il présente en 1967 une exposition au musée d'Art contemporain de Montréal. Il retourne en Inde en 1967.
Devenu membre de plusieurs comités artistiques, il participe au développement des collections du musée Bharat Bhavan (en) de Bhopal et crée le VIEW (Vision Exchange Workshop — Atelier d'échange de vision artistique). Il est le concepteur et l'organisateur de plusieurs événements artistiques de premier plan et reçoit de nombreuses distinctions dont le Padma Shri en 2009.
Il vit dans le sud de Bombay avec sa femme Bhanumati, et travaille dans son studio de Prabhadevi (en).
Il meurt le 6 janvier 2020 à l'âge de 91 ans.

## Œuvre
Son travail est introspectif : ses Metascapes (paysages réflexifs) et ses Mirror Images (images miroir) sont des images abstraites formées à partir d'une recherche d'une logique formelle. Ses peintures représentent des paysages, des nus, des têtes et il fait des portraits au crayon et au fusain. Ses œuvres réalisées à la peinture à l'huile ont une profondeur qui émerge des éléments colorés. Cet effet forme une technique picturale caractérisée par la juxtapositions de formes séparées qui ressortent particulièrement.
En plus de ses peintures, il a fait des photographies en noir et blanc dans lesquelles il utilise la lumière pour créer des étendues. Padamsee expérimente constamment avec de nouveaux genres d'arts plastiques.
Entre 1969 et 1970, Akbar Padamsee réalise en 16 mm le film expérimental d'animation SYZYGY et le court-métrage Events in a Cloud Chamber, tournée en 16 mm avec une caméra Bolex.
Il travaille par ailleurs sur ordinateur pour réaliser l'œuvre graphique Compugraphics.

## Publications
- Padamsee, Padamsee, texte de Shamlal, Publié par la galerie d'art Pundole (Pundole Art Gallery), 2004
- Padamsee, Works on Paper-Critical Boundaries (Travaux sur papier-frontières critiques), Texte de Shamlal, Publié par Vakils & Sons (Vakils & fils), 1964
- Padamsee, Work in language (Travail sur la langue) , galerie Marg/Pundole (Marg/Pundole gallery), 372 p, 348 ill; Bombay 2009,
- Padamsee, Works and Words (Œuvres et mots), film de Laurent Brégeat, 55 min, académie Lalit Kala (Lalit Kala Akademi), 2010
- Padamsee, Events in a Cloud Chamber (Événements dans une chambre à brouillard), film de Ashim Ahluvalia, 2016

- 2010 'Body Parts' (Parties du corps, exposition au Loft, Bombay
- 2010 galerie d'art Pundole, Bombay
- 2008 'Sensitive Surfaces' (Surfaces sensibles), Galerie Helene Lamarque, Paris
- 2007 'Metascape to Humanscape'(Du paysage réflexif au paysage humain), Galerie Aicon, Palo Alto
- 2006 Metascape to Humanscape'(Du paysage réflexif au paysage humain), Galerie Aicon, New York
- 2006 Photographs (Photographies) (2004–06), galerie Guild Art, Bombay
- 2005 Gallery Threshold and the French Embassy in India (Entrée de galerie et l'ambassade françade en Inde), New Delhi
- 2004 Retrospective of Watercolors (Retrospective des aquarelles), galerie d'art Pundole, Bombay
- 2003 'Critical Boundaries' (Frontières critiques), galerie d'art Pundole, Bombay
- 2002 'Drawing Show' (Spectacle de dessin), galerie Chemould, Bombay
- 2002 'Tertiaries' (Tertiaires), galerie d'art Pundole, Bombay
- 1999 'Compugraphics' (Ordinimages), galerie d'art Pundole, Bombay et Art Heritage (héritage de l'art), New Delhi
- 1997 'Imaging Gandhi' (représentation en images de Gandhi), galerie d'art Pundole, Bombay
- 1996 'Female Nudes' (nus féminins), galerie d'art Pundole, Bombay
- 1994 'Mirror Images' (Images miroir), galerie d'art Pundole, Bombay
- 1993 Galerie d'art Pundole, Bombay
- 1993 'Heads' (Têtes), galerie Sakshi, Bangalore
- 1992 Art Heritage (Héritage de l'art), New Delhi
- 1992 galerie d'art Sanskriti, Calcutta
- 1988 Art Heritage (Héritage de l'art), New Delhi et galerie d'art Cymroza, Bombay
- 1986 Galere d'art Pundole, Bombay
- 1980 Rétrospective de l'œuvre organisée par Art Heritage (Héritage de l'art), New Delhi et Bombay
- 1981 Galerie Urja, Baroda
- 1975 Galerie d'art Pundole, Bombay
- 1974 'Metascapes' (Paysages réflexifs), Bombay
- 1972 'Metascapes' (Paysages réflexifs), Galerie d'art Pundole, Bombay
- 1967 Musée d'art contemporain, Montréal
- 1963 Galerie '63, New York
- 1962 Centre d'art Kunika Chemould, New Delhi
- 1960 Painting in Grey (Peinture en gris), galerie '59, Bombay
- 1957 Galerie de Ventadour, France
- 1954 Galerie d'art Jehangir, Bombay
- 1953 Galerie Raymond Creure, Paris
- 1952 Galerie Saint Placide, Paris

## Expositions en commun avec d'autres artistes
- 2010 'The Progressives & Associates' (Les progressistes et associés), galerie Grosvenor ( Grosvenor Gallery), Londres
- 2010 'Masters of Maharashtra' (Maîtres de Maharashtra), collection de l'académie (Lalit Kala Akademi), New Delhi dans la galerie Piramal, Centre national des arts performatifs (National Centre for the Performing Arts (NCPA)), Bombay
- 2010 'Master's Corner' (Le coin du maître), organisé par le journal d'art contemporain indien (Indian Contemporary Art Journal) à la galerie d'art Jehangir (Jehangir Art Gallery), Bombay, Foire internationale d'art de l'Inde, New Delhi
- 2010 'Manifestations IV', galerie d'art de Delhi, New Delhi
- 2010 'From Miniature to Modern: Traditions in Transition' (De la miniature au modernisme : des traditions en transition), Rob Dean Art, Londres en association avec la galerie d'art Pundole, Bombay
- 2010 'Figure/Landscape  (Portrait/Paysage)– Première partie, galerie Aicon, New York
- 2010 'Contemporary Printmaking In India' (Techniques d'impression contemporaines en Inde), présentée par la galerie d'art Priyasri, Bombay à la galerie d'art Jehangir, Mumbai; galerie d'art Priyasri, Bombay
- 2010 'Black is Beautiful' (Le noir est beau), beaux arts indiens (India Fine Art), Bombay
- 2010 'Black and White' (Noir et blanc), Galerie Mirchandani + Steinruecke, Mumbai
- 2010 'Art Celebrates 2010' (L'art célèbre 2010), présentée par la galerie Threshold à l'académie Lalit Kala Akademi, New Delhi, exposition organisée pour coïncider avec l'organisation des jeux du Commonwealth
- 2009 'Think Small' (Penser petit), galerie Art Alive (art vivant), New Delhi
- 2009 'Sacred and Secular' (Sacré et séculier), Beaux arts indiens (India Fine Art), Bombay
- 2009 'Progressive to Altermodern: 62 Years of Indian Modern Art' (Du progressisme à l'altermodernité : soixante deux ans d'art moderne indien), galerie Grosvenor, Londres
- 2009 'Miniature Format Show 2009 – IInd Part' (Spectacle du format miniature 2009, deuxième partie), galerie Sans Tache, Bombay
- 2009 'Indian Art After Independence: Selected Works from the Collections of Virginia & Ravi Akhoury and Shelley & Donald Rubin' (L'art indien après l'indépendance : œuvres sélectionnées dans les collections de Virginia & Ravi Akhoury et dans celles de Shelley & Donald Rubin), galerie Emile Lowe, Hempstead
- 2009 'Bharat Ratna! Jewels of Modern Indian Art' (Bharat Ratna! Joyaux de l'art moderne indien), musée des beaux arts ( Museum of Fine Arts), Boston
- 2008–09 'Expanding Horizons: Contemporary Indian Art' (Élargir les horizons : art contemporain indien), exposition mobile présentée par Bodhi Art à Ravinder Natya Mandir, académie d'art P.L. Despande Kala , Bombay; galerie d'art Sant Dyaneshwar Natya Sankul, Amravati; Platinum Jubilee Hall (Hall platine du jubilée), Nagpur; centre de sports Tapadia Natya Mandir, Aurangabad; Hirachand Nemchand Vachanalay's, Solapur; Acharya Vidyanand Sanskrutik Bhavan, Kolhapur; PGSR Sabhagriha, SNDT, Pune; Hall Sarvajanik Vachanalaya, Nasik
- 2008 'Harvest 2008' (Moisson 2008), organisé par arts Arushi à la galerie inoxydable (The Stainless Gallery), New Delhi
- 2008 'Faces' (Visages), galerie d'art Tao, Bombay
- 2008 'The Miniature Format Show – Part I' (Spectacle du format miniature, première partie), Sans Tache, Bombay
- 2008 'Freedom 2008 – Sixty Years of Indian Independence' (Liberté 2008 : soixante ans d'indépendance indienne, centre pour l'art moderne international (Centre for International Modern Art (CIMA)), Calcutta
- 2007–08 'L'art indien maintenant : entre continuité et transformation, Province de Milan, Milan, Italie
- 2007 'Winter Show' (Spectacle d'hiver), galerie Aicon, Palo Alto
- 2006 'Drawing Show an Act of Art II' (Spectacle de dessin: un acte d'art numéro 2), galeire d'art Priyasri, Bombay
- 2006 galerie du Centre pour l'art moderne international (Centre for International Modern Art (CIMA)), Calcutta
- 2006 'Shadow Lines' (Lignes d'ombre), galerie d'art Vadehra, New Delhi
- 2005 Galerie Theshold, New Delhi
- 2005 Art contemporain indien, centre Nehru (Nehru Center), Londres
- 2005 'Visions of Landscape' (Visions de paysage, galerie d'art Guild, Bombay
- 2004 Galerie d'art Pundole, Mumbai
- 2004 'Concept and Form' (Concept et forme), galerie d'art Vadehra, New Delhi
- 2004 'Anticipations', Archives des beaux arts (Fine Arts Resource), Bombay
- 2002 'Words and Images' (Mots et images), galerie d'art Guild, Bombay
- 2002 Galerie Saffronart et Pundole, New York
- 2001 Galerie Saffronart et Pundole, New York
- 2001 'Engendering Images of a Woman' (Images de naissance d'une femme), galerie d'art Guild, Bombay
- 2000 'Rare Collection' (Collection rare) galerie d'art Guild, Bombay
- 1999 'Creative Process' (Processus créatif), galerie d'art Guild, Bombay
- 1998 'Drawings' (Dessins), galerie d'art Guild, Bombay
- 1997 galerie d'art Guild, Bombay
- 1997 '50 Years of Indian Art' (50 ans d'art indien), centre Mohile Parikh pour les arts visuels (MPCVA), Bombay
- 1996 'Modern & Contemporary Paintings: One Hundred Years' (Peinture modernes et contemporaines : cent ans), Londres
- 1995 Indian Contemporary Paintings (Peintures indiennes contemporaines), Londres
- 1994 'Mirror-Image Series' (Séries d'images miroir), galerie d'art Pundole, Bombay
- 1993 Galerie Sakshi, Bombay, Bangalore et Chennai
- 1993 Reflections & Images (Réflections et images), galerie d'art Jehangir, Bombay
- 1992 galerie d'art Sanskrit, Calcutta
- 1992 Exposition groupée avec Laxman Shreshtha et Jogen Chowdhury, galerie d'art Pundole, Bombay
- 1991 'State of the Art' (État de l'art First) Première exposition d'art par ordininateur à Bombay, galerie d'art Jehangir, Bombay
- 1991 'National Exhibition of Contemporary Art' (Exposition nationale d'art contemporain), galerie nationale d'art contemporain (National Gallery of Modern Art (NGMA)), New Delhi
- 1990 galerie d'art Cymroza, Bombay
- 1989 'Timeless Art' (Art intemporel), Bombay
- 1988 galerie d'art Cymroza, Bombay
- 1987 Festival de l'Inde en URRS à Moscou
- 1985 Artistes indiens en France
- 1985 'Artistes Indiens en France' Fondation Nationale des Arts Graphiques et Plastiques, Paris
- 1984 Contemporary Indian Painters (Peintres indiens contemporains), Raj Bhavan, Bombay. Organisée par la galerie d'art Pundole, Bombay
- 1982 'Contemporary Indian Art' (Art indien contemporain, Festival de l'Inde, académie royale des arts, Londres
- 1981 Indian Painting Today (La peinture indienne aujourd'hui), galerie d'art Jehangir, Bombay
- 1981 'India: Myth & Reality – Aspects of Modern Indian Art' (Inde : mythes et réalité_aspects de l'art moderne indien), musée des arts modernes (Museum of Modern Art (MOMA)), Oxford
- 1979 'Focus', Galerie Chemould, Bombay
- 1968 Triennale indienne, New Delhi
- 1963 Biennale de Venise, Venise, Italie
- 1963 Galerie '63, New York
- 1963 Troisième biennale de Paris, Paris
- 1961 Deuxième biennale de Paris, Paris
- 1959 Biennale de Tokyo, Japon
- 1959 Biennale de São Paulo, Brésil
- 1958 'Seven Indian Painters' (Sept peintres indiens), Galerie One, Londres
- 1955 Biennale de Venise, Venise, Italie
- 1953 Biennale de Venise, Venise, Italie
- 1953 Galerie Raymond Creuse, Paris
- 1952 Galerie Saint – Placide, Paris Participations

## Honneurs et récompenses
- 2004 Lalit Kala Ratna, de l'académie Lalit Kala Akademi, New Delhi[11]
- 1998 Prix d'excellence de la Bank of India[11]
- 1997–98 Kalidas Samman du gouvernement du Madhya Pradesh
- 1969-70 Communauté Jawaharlal Nehru (Jawaharlal Nehru Fellowship)[11]
- 1967 Résidence artistique dans l'université d'état Stout Stout, Wisconsin
- 1965 Titre de membre honorifique tiré du troisième fond J.D. Rockefellel